# کانیشکا سوم
کانیشکا سوم (کوشانی: ΚΑΝΗϷΚΕ Kanēške؛ خط براهمی  Kā-ṇi-ṣka؛ خروشتی: 𐨐𐨞𐨁𐨮𐨿𐨐 Kā-ṇi-ṣka یکی از شاهنشاهان کوشانی بود که از سال ۲۶۵ الی ۲۷۰ میلادی به مدت ۵ سال بر امپراتوری کوشانی حکم‌راند.

در کتیبه‌ای که به «سال ۴۱ گاهشمار کوشانی» (احتمالاً قرن دوم از دوران کانیشکا) و در مرزهای رودخانه آرا در پنجاب کشف شده‌است، کانیشکا سوم خود را به‌عنوان مهاراجه راجادیراجا دواپوترا کایزرا کانیشکا یعنی پادشاه بزرگ، شاهنشاه شاهنشاهان، پسر خدا، قیصر، کانیشکا) معرفی می‌کند. این نشانگر ارتباط‌های قوی کانیشکا سوم با قیصر روم است که احتمالا به سبب دشمنی مشترک با ساسانیان بوجود آمده‌است. کتیبه نسبتاً فرسوده است و قرائت قیصر مورد تردید قرار گرفته است، به خصوص که هیچ ذکر دیگری از این عنوان در منابع کوشانی وجود ندارد.